# Oświetlenie kierunkowe
Oświetlenie kierunkowe (ang. directional lighting ) – oświetlenie używane w celu intensywnego oświetlenia obiektów, podkreślenia faktury i poprawienia wyglądu osób w obrębie przestrzeni. Oświetlenie kierunkowe określa się także terminem modelowania.